# Albert Wesker
Albert Wesker je izmišljeni lik iz japanskog horor serijala videoigara Resident Evil, uveden je kao potporni lik u igri Resident Evil 1 1996. godine, a ubrzo i negativac.
Albert se također pojavljuje kao igrivi lik u Resident Evil: The Umbrella Chronicles.
Smatra se kao jedan od najpopularnijih negativaca u serijalu, zajedno uz Tyranta, te kao jedan od najvećih negativaca u videoigrama.

## Životopis
Wesker je dijete roditelja navodno superiornije inteligencije. On i još tuceti djece njegove razine odrasli su pod krovom Lorda Spencera, jednog od 3 osnivača Umbrelle. Kada je navršio 17 godina, poslan je u Umbrellin trening kompleks (kuća iz igre  Resident Evil 0) te je tamo upoznao William Birkina, budućeg dugogodišnjeg kolegu. Tu ih je izučavao Dr. Marcus, jedan od 3 osnivača Umbrelle. Ubrzo su premješteni u Spencerovu kuću (Resident Evil 1). Ubrzo im je Spencer naredio da ubiju svog mentora Marcusa. Wesker, koji je s vremenom postao sumnjičav prema Spenceru, je zatražio prebačaj u Umbrellino Obavještajno Krilo.
Ubrzo počinje radnja igara - Wesker postaje kapetan S.T.A.R.S.-a i Umbrellin dvostruki agent. Nakon radnje prve igre, postaje zaražen eksprerimentalnom verzijom t-virusa. Ubrzo prelazi u industrijsku špijunažu i, s vremenom, planira pokoriti svijet. Kada mu Lord Spencer prizna njegovo porijeklo, ovaj ga, bijesan, ubije. Zatim skuje plan kako zaraziti svijet - Uroboros virusom. Manipulirajući TRICELL tvrtkom, uspije pripremiti sredstva, ali ga spriječi njegov bivši kolega i neprijatelj, BSAA agent Chris Redfield te ga ubije.
U Resident Evil 6, saznajemo da ima sina, Jake Mullera. U Resident Evil: Revelations 2, saznajemo da je njegova posvojena sestra Alex Wesker.